# 마이클 스피어스

마이클 스피어스(Michael Spears, 1977년 12월 28일 ~ )는 미국의 가수, 모델, 영화배우이다.

## 영화
- 더 발라드 오브 레프티 브라운 (2017년)
- 엔젤스 인 스타더스트 (2014년) - 텐킬 역
- 옐로우 락 (2011년)
- 지.지.지 (2011년) - 레드 풋 역
- 레전드 오브 헬스 게이트: 언 아메리칸 컨스피러시 (2011년)
- 샤도우하트 (2009년) - 워샤키 역
- 인투 더 웨스트 (2005년)
- 최후의 전사 (1993년)
- 아담의 영혼 (1992년)
- 늑대와 춤을 (1990년)